# Mai Mihara
Mai Mihara (三原 舞依 (Mihara Mai?); Kōbe, 22 agosto 1999) è una pattinatrice artistica su ghiaccio giapponese.
Ha vinto due volte la medaglia d'oro al Campionato dei Quattro continenti e la medaglia d'oro alla Finale di Grand Prix 2022.

## Biografia
Mihara è nata il 22 agosto 1999 a Kobe, nella Prefettura di Hyōgo, in Giappone. Ha iniziato a pattinare durante il suo secondo anno di scuola elementare, dopo aver visto le esibizioni di pattinaggio di figura di Mao Asada in TV. Mihara si è diplomata alla Ashiya High School nel 2018, poi ha conseguito una laurea triennale presso la Konan University nel 2022.
Mihara soffre di artrite idiopatica giovanile, malattia che in alcuni periodi le ha impedito di gareggiare. Nel 2017 ha firmato un accordo di affiliazione con Sysmex, un'azienda giapponese impegnata nell'assistenza sanitaria e nella promozione di stili di vita sani. Ha donato i suoi capelli tre volte a partire dal 2022 per la creazione di parrucche per le persone che hanno perso i capelli a causa di incidenti o condizioni mediche come l'alopecia.

## Risultati
GP: Grand Prix; CS: Challenger Series; JGP: Junior Grand Prix
| Internazionali | Internazionali | Internazionali | Internazionali | Internazionali | Internazionali | Internazionali | Internazionali | Internazionali | Internazionali | Internazionali | Internazionali | Internazionali | Internazionali | Internazionali | Internazionali |
| Evento | 2010–11        | 2011–12        | 2012–13        | 2013–14        | 2014–15        | 2015–16        | 2016–17        | 2017–18        | 2018–19        | 2019–20        | 2020–21        | 2021–22        | 2022–23        | 2023-24        | 2024-25        |
| --- | -------------- | -------------- | -------------- | -------------- | -------------- | -------------- | -------------- | -------------- | -------------- | -------------- | -------------- | -------------- | -------------- | -------------- | -------------- |
| Campionati mondiali |                |                |                |                |                |                | 5°             |                |                |                |                |                | 5°             |                |                |
| Campionati dei Quattro continenti |                |                |                |                |                |                | 1°             | 2°             | 3°             |                |                | 1°             |                | 7°             |                |
| GP Finale |                |                |                |                |                |                |                |                |                |                |                |                | 1°             |                |                |
| GP Cup of China |                |                |                |                |                |                | 4°             | 4°             |                | R              |                | C              |                | R              |                |
| GP della Finlandia |                |                |                |                |                |                |                |                |                |                |                |                | 1°             |                | 8°             |
| GP Trophée Eric Bompard |                |                |                |                |                |                |                | 4°             | 2°             |                |                |                |                |                | 7°             |
| GP d'Italia |                |                |                |                |                |                |                |                |                |                |                | 4°             |                |                |                |
| GP NHK Trophy |                |                |                |                |                |                |                |                | 4°             |                | 4°             |                |                | 8°             |                |
| GP Skate America |                |                |                |                |                |                | 3°             |                |                |                |                |                |                |                |                |
| GP Skate Canada |                |                |                |                |                |                |                |                |                | R              |                | 4°             |                |                |                |
| GP John Wilson Trophy |                |                |                |                |                |                |                |                |                |                |                |                | 1°             |                |                |
| CS Autumn Classic International |                |                |                |                |                |                |                | 2°             |                |                |                |                |                |                |                |
| CS Asian Trophy |                |                |                |                |                |                |                |                |                |                |                | 1°             |                |                |                |
| CS Finlandia Trophy |                |                |                |                |                |                |                |                |                |                |                |                |                | R              |                |
| CS Nebelhorn Trophy |                |                |                |                |                |                | 1°             |                | 2°             |                |                |                |                |                |                |
| Asian Trophy |                |                |                |                |                | 1°             |                |                |                |                |                |                |                |                | 3°             |
| Challenge Cup |                |                |                |                |                |                |                |                |                |                |                |                | 2°             |                |                |
| Coupe du Printemps |                |                |                |                |                |                |                | 1°             |                |                |                |                |                |                |                |
| Universiadi |                |                |                |                |                |                |                |                | 1°             |                |                |                | 1°             |                |                |
| Internazionali: Junior |                |                |                |                |                |                |                |                |                |                |                |                |                |                |                |
| JGP Finale |                |                |                |                |                | 6°             |                |                |                |                |                |                |                |                |                |
| JGP Austria |                |                |                |                |                | 2°             |                |                |                |                |                |                |                |                |                |
| JGP Bielorussia |                |                |                | 5°             |                |                |                |                |                |                |                |                |                |                |                |
| JGP Slovacchia |                |                |                |                |                | 2°             |                |                |                |                |                |                |                |                |                |
| JGP Slovenia |                |                |                |                | 6°             |                |                |                |                |                |                |                |                |                |                |
| Asian Trophy |                |                |                | 2°             |                |                |                |                |                |                |                |                |                |                |                |
| Egna Trophy |                |                |                |                | 1°             |                |                |                |                |                |                |                |                |                |                |
| Challenge Cup |                |                |                | 4°             |                |                |                |                |                |                |                |                |                |                |                |
| Nazionali |                |                |                |                |                |                |                |                |                |                |                |                |                |                |                |
| Campionati giapponesi |                |                |                | 12°            | 9°             |                | 3°             | 5°             | 4°             |                | 5°             | 4°             | 2°             | 5°             | R              |
| Campionati giapponesi junior |                |                | 8°             | 2°             | 7°             | 8°             |                |                |                |                |                |                |                |                |                |
| Campionati giapponesi novice | 19° B          | 7° A           | 3° A           |                |                |                |                |                |                |                |                |                |                |                |                |
| Eventi a squadre |                |                |                |                |                |                |                |                |                |                |                |                |                |                |                |
| World Team Trophy |                |                |                |                |                |                | 1° S 2° P      |                |                |                |                |                | 3 S 5° P       |                |                |
| Japan Open |                |                |                |                |                |                |                | 2° S 2° P      |                |                |                | 1° S 5° P      |                |                |                |
| R = Ritirata Categoria: A = Novice A; B = Novice B; J = Junior S = Risultato della squadra; P = Risultato personale. Medaglie assegnate solo per il risultato della squadra. |                |                |                |                |                |                |                |                |                |                |                |                |                |                |                |